# Blepharotes flavus
Blepharotes flavus är en tvåvingeart som beskrevs av Ricardo 1913. Blepharotes flavus ingår i släktet Blepharotes och familjen rovflugor. Inga underarter finns listade i Catalogue of Life.